# عبد الوهاب خلاف
عبد الوهاب خلاف (1305 - 1375 هـ / 1888 - 1956م)، هو المحدث الأصولي، الفقيه، الفرضي عضو مجمع اللغة العربية في القاهرة، وصاحب المؤلفات الكثيرة خصوصًا في علم أصول الفقه.
ولد عبد الوهاب في شهر مارس سنة 1888م ببلدة كفر الزيات. التحق بالأزهر الشريف سنة 1900م بعد أن حفظ القرآن الكريم في أحد كتاتيب البلدة. انتظم في سلك طلبة مدرسة القضاء الشرعي إثر افتتاحها وتخرج فيها عام 1915م وعين مدرساً بها في نفس السنة. اشترك في ثورة 1919 فبرزت خلالها مواهبه الخطابية والكتابية وترك المدرسة أو أجبر على تركها فانتقل إلى القضاء الشرعي.
عين قاضياً بالمحاكم الشرعية سنة 1920م ثم نقل مديراً للمساجد بوزارة الأوقاف سنة 1924م وبقي بها حتى عين مفتشاً بالمحاكم الشرعية في منتصف سنة 1931م. انتدبته كلية حقوق جامعة القاهرة مدرساً بها في أوائل سنة 1934م وبقي أستاذاً لكرسي الشريعة الإسلامية حتى أحالته إلى المعاش سنة 1948م وقد ظلت تمد مدة خدمته حتى بداية عام 1955-1956م حيث أقعده المرض عن إلقاء المحاضرات. زار كثيراً من دول الوطن العربي للاطلاع على المخطوطات النادرة وإلقاء المحاضرات.
انتخب عضواً بمجمع اللغة العربية فأشرف على وضع معجم القرآن. ترك عددًا من المؤلفات امتازت بوضوح العبارة، فله كتاب «أصول الفقه»، وكتاب «أحكام الأحوال الشخصية»، وشرح واف لقانوني «الوقف والمواريث»، وكتاب فريد عن «السياسة الشرعية»، أو السلطات الثلاث في الإسلام، وكتيب في تفسير القرآن الكريم بعنوان «نور من الإسلام»، هذا عدا ما دبجه من بحوث ومقالات كثيرة نشرها في مجلة القضاء الشرعي ومجلة الأحكام ومجلة لواء الإسلام ومجلتي الثقافة والرسالة.
ألقى مجموعة من الأحاديث في الإذاعة المصرية في مختلف الموضوعات العلمية والدينية والاجتماعية وأخصها «من قصص القرآن». ألقى مجموعة من المحاضرات في المناسبات الدينية والاجتماعية، كما ألقى سلسلة محاضرات في تفسير القرآن الكريم لعدة سنوات بدار الحكمة.

## فتواه عن فوائد البنوك
أثارت فتواه المخالفة للسنة والإجماع بشأن المضاربة ليبرر أعمال البنوك كثيرا من العجب والاستغراب بين الناس، وقد علل الشيخ علي السالوس هذا الأمر حين ذكر أنه سأل الشيخ السيد سابق فقال له: «لم يكن الشيخ عبد الوهاب خلاف يعرف طبيعة عمل البنوك وأفهموه أن البنوك تقوم باستثمارات نافعة لا يمكن الاستغناء عنها، وأنها تستثمر بطريقة دقيقة محسوبة أمكن معها معرفة الربح منذ البداية وبذلك استطاعت أن تحدد نصيب المودعين، وأفهموه أيضا أن البنوك لا تستطيع أن تغير من طريقتها ولذلك كان الشيخ خلاف إذا ناقشه أحد ليبين له حقيقة فتواه وخطأ ما انتهى إليه كان يقول: إذن أغلقوا البنوك.»

## وفاته
توفي في 5 جمادى الآخرة 1375 هـ الموافق 19 يناير 1956م، ودفن بمقابر الغفير.